# Nécropole nationale de Moosch
 (mars 2015).
Pour un article plus général, voir Sites funéraires et mémoriels de la Première Guerre mondiale (Front Ouest).
La nécropole nationale de Moosch est un cimetière militaire français situé sur le territoire de la commune de Moosch, dans le département français du Haut-Rhin.

## Localisation
Ces constructions sont situées au lieu-dit rain et rue du cimetière militaire à Moosch.

## Historique
La nécropole nationale a été créée entre 1918  et 1921. Elle a fait l'objet d'un aménagement au cours des années 1930.
L'édifice fait l'objet d'un classement au titre des monuments historiques depuis 1923.

## Caractéristiques
La nécropole de 3 096 m2 a été aménagée sur un terrain en pente. Elle rassemble 594 corps dans des tombes individuelles. La plupart des soldats enterrés dans ce cimetière sont morts dans les ambulances (hôpitaux ambulants) de Moosch, blessés ou tués dans les combats du Vieil-Armand, de la vallée de la Thur et de la vallée de la Doller.
Se situent dans cette nécropole les tombes du général Serret, du capitaine Amic et de Richard Hall, volontaire de l'American Field Service.

## Personnalités inhumées
- Marcel Serret (1867-1916), général de brigade
- Louis Hennequin (1869-1916), officier supérieur et historien militaire. Son nom est inscrit au Panthéon parmi les 560 écrivains morts au champ d'honneur pendant la Première Guerre mondiale.
- Joseph Ferdinand Belmont (1890-1915), auteur de textes témoignant de la Grande Guerre.